# Neuf-Mesnil
Neuf-Mesnil és un municipi francès, situat a la regió dels Alts de França, al departament del Nord. L'any 2006 tenia 1.290 habitants.

## Demografia
| 1962                                       | 1968  | 1975  | 1982  | 1990  | 1999  |
| ------------------------------------------ | ----- | ----- | ----- | ----- | ----- |
| 1.669                                      | 1.804 | 1.761 | 1.456 | 1.388 | 1.381 |
| Des de 1962: població sense dobles comptes |       |       |       |       |       |

## Administració
| Període   | Identitat      | Partit |
| --------- | -------------- | ------ |
| 1977-2007 | Michel Quentin | PCF    |
| 2007-     | Daniel Leferme | PS     |